# Сидельников, Василий Михайлович
Василий Михайлович Сидельников (13 марта 1921, Юрт-Константиновка, Томская губерния — 21 декабря 1943, Гороховищи, Полесская область) — старшина Рабоче-крестьянской Красной армии, участник Великой Отечественной войны, Герой Советского Союза (1944).

## Биография
Василий Сидельников родился 13 марта 1921 года в деревне Юрт-Константиновка Поломошинской волости Томского уезда Томской губернии (ныне деревня Юрты-Константиновы относится к Яшкинскому району Кемеровской области). Младший брат — Герой Советского Союза Пармений Сидельников. После окончания Томского педагогического техникума работал учителем в начальных школах в сёлах Тугинка и Свистуновка Чулымского района Новосибирской области, директором школы в райцентре. В 1940 году Сидельников был призван на службу в Рабоче-крестьянскую Красную армию. С декабря 1942 года — на фронтах Великой Отечественной войны.
К декабрю 1943 года старшина Василий Сидельников командовал огневым взводом 1007-го лёгкого артиллерийского полка 46-й лёгкой артиллерийской бригады 12-го артиллерийской дивизии прорыва 4-го артиллерийского корпуса прорыва 65-й армии Белорусского фронта. Отличился во время освобождения Гомельской области Белорусской ССР. 21 декабря 1943 года взвод Сидельникова отражал немецкую контратаку в районе деревни Гороховищи Октябрьского района, уничтожив 7 немецких танков и большое количество солдат и офицеров противника. В разгар боя сам встал к орудию и подбил 1 танк противника, но и сам погиб от прямого попадания в орудие. 
Первоначально был похоронен в Гороховищи Октябрьского района Гомельской области, позднее перезахоронен в братской могиле воинов Красной Армии и партизан в Любань Октябрьского района Гомельской области Белоруссии. После реконструкции могилы в 2005 году на обелиске в её центре размещена мемориальная доска с надписью: «Здесь похоронены Герои Советского Союза Роман С. Д. и Сидельников В. М.».
Указом Президиума Верховного Совета СССР от 29 марта 1944 года за «образцовое выполнение боевых заданий командования на фронте борьбы с немецкими захватчиками и проявленные при этом мужество и героизм» старшина Василий Сидельников посмертно был удостоен высокого звания Героя Советского Союза. Также был награждён орденами Ленина и Красной Звезды, медалью.

## Награды и звания
- Орден Ленина
- Орден Красной Звезды
- Медали

## Память

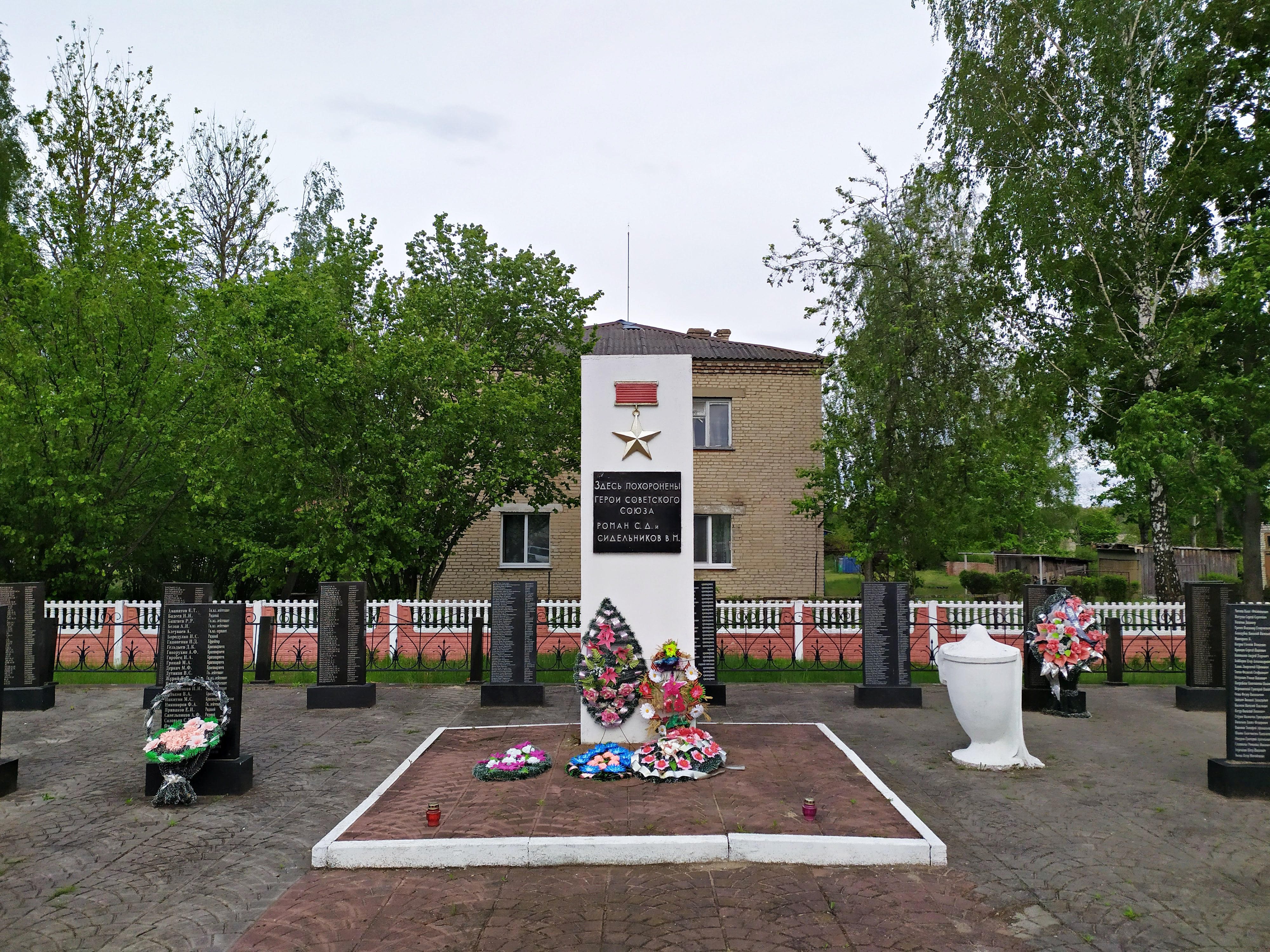
В Любань Октябрьского района Гомельской области

- В Новосибирске имя Героя Советского Союза Василия Михайловича Сидельникова увековечено на Аллее Героев у Монумента Славы.
- В честь братьев Сидельниковых названы улица в Яшкино, школы в их родной деревне и в Яшкино[1].
- В Любань Октябрьского района Гомельской области в музее боевой славы ГУО "Любанская базовая школа имени С. Д. Романа" одна из экспозиций посвящена С. М. Сидельникову[2].